# Michel Lebrun
Michel Lebrun (ur. 31 stycznia 1949 w Namur) – belgijski polityk, samorządowiec i nauczyciel, parlamentarzysta, minister w rządach Francuskiej Wspólnoty Belgii oraz Regionu Walońskiego (1992–1999), przewodniczący Komitetu Regionów (2014–2015).

## Życiorys
W 1970 ukończył studia licencjackie z filologii klasycznej na Université catholique de Louvain. Przez kilka lat pracował jako nauczyciel łaciny i francuskiego w Herstal, działał także w organizacjach katolickich. Wieloletni członek Partii Społeczno-Chrześcijańskiej (później działającej pod nazwą Centrum Humanistyczno-Społeczne i Les Engagés), był m.in. współpracownikiem walońskiego ministra Alfreda Califice. W latach 1976–2018 nieprzerwanie zasiadał w radzie miejskiej Viroinval, w tym jako schepen (członek władz miejskich) oraz burmistrz (1995–2000).
Od 1987 do 1995 zasiadał w Izbie Reprezentantów, gdzie był m.in. liderem frakcji PSC (1988–1992). W latach 1987–2014 (z przerwami) należał też do regionalnego Parlamentu Walońskiego oraz Parlamentu Francuskiej Wspólnoty Belgii (początkowo do 1995 mających status rad). Od 1992 do 1995 zajmował stanowisko ministra badań naukowych, edukacji i stosunków międzynarodowych (od 1994 także młodzieży) w rządzie Francuskiej Wspólnoty kierowanych przez Bernarda Anselme i Laurette Onkelinx. Następnie przeszedł do władz Regionu Walońskiego Roberta Collignona, gdzie od 1995 do 1999 pozostawał ministrem planowania przestrzennego, transportu i zaopatrzenia. W ramach walońskiego parlamentu był ponadto sekretarzem (1999–2004, 2009–2013) i wiceprzewodniczącym (2004–2009). Od 1994 do 2020 wchodził w skład Komitetu Regionów Unii Europejskiej (reprezentował Europejską Partię Ludową). W okresie od czerwca 2014 do marca 2015 przewodniczył mu po rezygnacji Ramóna Luisa Valcárcela.